# ميلا ديل سول
كلاريتا فيلاربا ريفيرا، (المعروفة باسمها على الشاشة ميلا ديل سول)، (12 مايو 1923 - 10 نوفمبر 2020)، هي ممثلة فلبينية ورائدة أعمال ومحسنة. ولدت في توندو-مانيلا، واكتسبت شهرة في أول دور رئيسي لها في فيلم جيليو كو عام 1939. كان مخرج الفيلم هو كارلوس فاندر تولوسا، هو من أعطاها اسم الشاشة ميلا ديل سول.

## روابط خارجية
- ميلا ديل سول في قاعدة بيانات الأفلام على الإنترنت